# Tõlli (Saaremaa)
Tõlli is een plaats in de Estlandse gemeente Saaremaa, provincie Saaremaa. De plaats heeft de status van dorp (Estisch: küla) en telt 28 inwoners (2021).
Tot in december 2014 behoorde Tõlli tot de gemeente Kaarma, tot in oktober 2017 tot de gemeente Lääne-Saare en sindsdien tot de fusiegemeente Saaremaa.

## Geschiedenis
Tõlli werd voor het eerst genoemd in 1645 onder de naam Toll als boerderij op het landgoed van Mullutu. In 1900 was Tõlli een dorp.
In 1977 werd Tõlli bij het buurdorp Randvere gevoegd. In 1997 werd het weer een zelfstandig dorp.